# Guerra Vândala
A Guerra Vândala foi travada no norte da África entre as forças do Império Romano do Oriente e o Reino Vândalo de Cartago entre 533 e 534. Foi a primeira das guerras de reconquista do Império Romano do Ocidente de Justiniano I e teve um rápido e vitorioso desfecho, com os vândalos destruídos e a autoridade romana re-estabelecida por toda a região.
Os vândalos ocuparam parte do norte da África romana desde o início do  século V e ali estabeleceram um reino independente. Sob o seu primeiro rei, Genserico , a frota vândala realizou ações de pirataria em todo o Mediterrâneo, saqueou Roma e repeliu uma grande armada do Império do Oriente que os invadiu em 468. Após a morte de Genserico, as relações com o Império do Oriente normalizaram-se, apesar de as tensões permanecem devido à adesão dos vândalos ao arianismo e à sua política de perseguição aos apoiadores do Concílio de Calcedônia . Em 530 , uma conspiração palatina em Cartago derrubou o rei Hilderico, favorável aos bizantinos, e substituiu-o pelo seu primo Gélimer. O imperador bizantino Justiniano encontrou nisso um pretexto para intervir. Após assinar a paz com os sassânidas em 532 , enviou uma expedição à África comandada pelo general Belisário, acontecimentos esses narrados por Procópio de Cesaréia, o secretário pessoal do comandante bizantino. Justiniano aproveitou-se das rebeliões na Sardenha e na Tripolitânia, para provocar e desestabilizar o reino vândalo. De facto, as suas forças eram dispersas, nomeadamente a sua marinha, que não conseguiu opor-se aos bizantinos.
A força expedicionária romana parte de Constantinopla no final de Junho 533. Depois de navegar ao longo da costa da Grécia e do sul da Itália, desembarcou em Caput Vada no início de setembro, para surpresa de Gélimer. Este último reuniu as suas forças e enfrentou os bizantinos na Batalha de Ad Decimum , perto de Cartago, em13 de setembro. ·  ·  O seu plano é cercar o exército adversário, mas a coordenação entre as suas diferentes forças falha e os vândalos são derrotados. Belisário pôde então facilmente capturar Cartago enquanto Gélimer recua em direção a Bulla Regia. Reuniu o resto do seu exército, incluindo aqueles enviados para reprimir a rebelião da Sardenha. Em dezembro, rumou em direção a Cartago para o confronto decisivo na Batalha de Tricamarum. Aqui novamente Bélisaire saiU vitorioso e Gélimer refugiou-se nas montanhas, antes da primavera.
Belisário retorna a Constantinopla com o tesouro real dos vândalos e Gélimer como cativo. Gozou ali de um triunfo durante a criação da Prefeitura do Pretório da África. No entanto, o controlo imperial não se estendeu a toda a antiga África romana tendo sido frustrado pelas rebeliões das tribos mouras, que foram arduamente reprimidas. Por fim, foi a intervenção do General Jean Troglita que restabeleceu a paz na província em 548.

## Contexto
Com os crescentes problemas do Império do Ocidente no início do século V, a tribo dos vândalos, aliada com os alanos, se estabeleceu na Península Ibérica. Em 429, o rei vândalo Geiserico, convidado pelo vigário da África, Bonifácio, cruzou o estreito de Gibraltar com seu povo e invadiu o norte da África romano. Com as forças romanas locais muito enfraquecidas por conta da revolta e a subsequente morte de Bonifácio, os vândalos quase não encontraram resistência. Em 439, Cartago caiu e, pelos vinte anos seguintes, Geiserico estabeleceu seu reinado não apenas sobre as províncias romanas da Diocese da África, mas também sobre as províncias da Córsega e Sardenha, Sicília e as ilhas Baleares, que ele conquistou com sua poderosa marinha.
Durante as décadas seguintes, as habilidosas frotas vândalas realizaram raides por toda a região do Mediterrâneo, saquearam Roma e derrotaram uma força invasora romana em 468 sob Basilisco. Esta derrota e a atividade pirata dos vândalos foram um duro golpe para Constantinopla, exacerbado pelas suas políticas domésticas. Os vândalos eram arianos fanáticos e seguiam uma política separatista em relação aos súditos católicos. Contudo, apesar disso, a incapacidade dos bizantinos em lançar uma campanha contra o Reino Vândalo resultou num período de relações pacíficas, apesar das tensões ocasionais, de acordo com os termos da "paz perpétua" de 476.
A situação mudou quando Justiniano, que sonhava recuperar as províncias ocidentais há muito perdidas, ascendeu ao trono. Inicialmente, o imperador estava ocupado com a Guerra Ibérica contra os persas sassânidas enquanto que, em Cartago, Hilderico, o filho de Hunerico que reinava desde 523, mais tolerante e pró-bizantino, estabeleceu relações mais próximas com o Império Bizantino. Esta política, porém, gerou oposição entre os próprios vândalos, o que resultou em sua deposição em 530 pelas mãos de seu primo, Gelimero. Justiniano aproveitou-se da oportunidade e exigiu a restauração de Hilderico, o que Gelimero obviamente se recusou a fazer. O imperador então conseguiu o pretexto que queria e, com a paz firmada no oriente em 532, iniciou a formação de uma força invasora.

## Preparações para a guerra
Justiniano selecionou um de seus mais talentosos e confiáveis generais, Belisário, para liderar a expedição, com o eunuco Salomão como chefe de gabinete. Belisário também levou consigo, como principal secretário, Procópio de Cesareia, que relatou a guerra em dois volumes. Ele nos conta que a memória do desastre de 468 ainda era forte e que muitos dos ministros de Justiniano, inclusive o ministro João, o Capadócio, eram contra a empreitada e tentaram dissuadi-lo. Apenas os clérigos eram fervorosamente a favor da expedição, pois consideravam os vândalos heréticos. À luz destas dúvidas e da grande reputação dos vândalos como guerreiros, o tamanho da força expedicionária era surpreendentemente pequena. Não mais do que 15 000 homens, sendo 10 000 na infantaria - metade romanos e metade federados - e 5 000 na cavalaria, com cerca de 1 500 dos bucelários de Belisário, 3 000 romanos e federados, além de 1 000 arqueiros montados, 600 hunos e 400 hérulos. O exército foi transportado por uma frota de 500 transportes e escoltada por 92 dromons.
Do lado dos vândalos, Gelimero enfrentava duas revoltas, uma na Tripolitânia e outra na Sardenha. Ainda que a primeira tenha tido auxílio de tropas romana e pudesse servir como base para os invasores em solo africano, Gelimero não reagiu a elas de forma nenhuma, possivelmente por serem em regiões distantes da capital. Em vez disso, ele enviou a melhor parte de sua frota, 120 navios e 5 000 homens, sob o comando de seu irmão Tzazão, para sufocar a revolta do governador da Sardenha, um tal de Godas.
Antes de embarcar, Justiniano assegurou-se da cooperação do Reino Ostrogodo da Itália, que permitiu que a frota romana fizesse uso dos portos da Sicília. A frota então zarpou de Constantinopla em junho e, vagarosamente, seguiu para a Sicília. Chegando lá, Procópio, para alívio dos romanos, descobriu que a maior parte da frota vândala havia ido para a Sardenha.

## Batalha de Ad Decimun

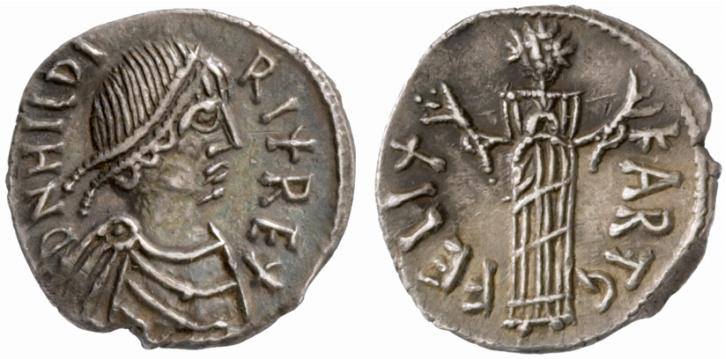
Moeda vândala de Cartago mostrando Hilderico.

Por conta disto, a tropa romana se aproximou da costa africana sem enfrentar oposição em 9 de setembro e desembarcou em Caput Vada (atualmente Ras Kaboudia). De lá, Belisário marchou seu exército par ao norte, em direção a Cartago pela costa, acompanhado pela frota. Durante a marcha, ele manteve uma disciplina estrita entre os soldados para não irritar a população local. Conforme os romanos avançavam, Gelimero se preparou para enfrentá-los. Ele assassinou Hilderico e convocou suas forças ao sul de Cartago para um local conhecido como Ad Decimum ("Na décima [pedra de milha]"). Ali ele planejava emboscar e cercar os romanos utilizando as forças sob seu irmão Amatas para bloquear o avanço romano e dar-lhes combate, enquanto que 2 000 homens sob seu sobrinho Gibamundo atacariam pela esquerda e o próprio Gelimero, com o exército principal, atacaria pela retaguarda, aniquilando completamente o exército romano. Porém, as três forças não conseguiram sincronizar suas ações corretamente. Em 13 de setembro, Amatas chegou cedo demais e foi morto pela vanguarda romana quando tentava uma missão de reconhecimento escoltado por uma pequena força. O exército de Gibamundo foi interceptado por uma unidade de cavalaria com 600 arqueiros montados hunos e foi completamente destruída. Sem saber disso tudo, Gelimero marchou com o exército principal e conseguiu dispersar as forças romanas em Decimum. A vitória estava ao seu alcance, mas ele se deparou com o corpo do irmão e, aparentemente, abandonou a batalha, o que deu a Belisário tempo para reagrupar suas tropas e derrotar os desorganizados vândalos.

## Queda de Cartago e o contra-ataque de Gelimero
Gelimero, percebendo a derrota, fugiu com o restante de suas forças para oeste, em direção a Numídia, uma vez que Cartago estava sem uma guarnição e suas muralhas estavam em mau estado. Após se recuperar por um dia, em 15 de setembro de 533, o exército romano entrou em Cartago em meio ao júbilo da população local. Por insistência de Belisário, os vitoriosos se mantiveram disciplinados e não saquearam a cidade. O general romano se acomodou no palácio real vândalo e começou a restaurar as muralhas da cidade, antecipando um contra-ataque de Gelimero. De fato, o rei vândalo, tendo fugido para a cidade de Bula Régia, imediatamente reconvocou seu irmão que estava na Sardenha e, reforçado, marchou contra Cartago e iniciou um cerco à cidade. Ele também enviou agentes que se infiltraram na cidade e que conseguiram iniciar conversas com os mercenários hunos de Belisário.

## A Batalha de Tricamaro e a rendição de Gelimero

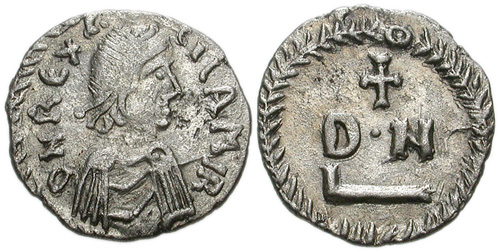
Gelimero numa moeda vândala.

Temendo que os vândalos pudessem irromper na cidade por meio de traição, Belisário resolveu forçar o combate. Os dois exércitos se encontraram próximo ao acampamento vândalo em Tricamaro em meados de dezembro. A infantaria romana não chegaria até o final da tarde e, por isso, a batalha se resolveu inteiramente pelo confronto das cavalarias. Os romanos avançaram repetidamente contra os vândalos e conseguiram matar Tzazão. Assim como já ocorreram em Decimum, Gelimero se perdeu e os vândalos foram destruídos. O rei vândalo fugiu novamente para a Numídia, mas, em março de 534, ele se entregou a Belisário. Antes disso, as forças romanas já haviam ocupado a Sardenha, Córsega, as Baleares, Mauritânia e o forte de Septo, na costa oposta a Gibraltar.
Belisário deixou a África no verão, acompanhado de seu prisioneiro Gelimero e do tesouro real vândalo, que incluía muitos objetos que foram saqueados de Roma oitenta anos antes, incluindo regalias imperiais e o menorá do Segundo Templo de Jerusalém. Justiniano, numa deliberada tentativa de imitar o grande passado romano, concedeu a Belisário o direito de realizar um triunfo por suas vitórias, cujo esplendor, diz-se, relembrou o famoso trecho de Eclesiastes, "Vaidade de vaidade, tudo é vaidade.". A Guerra Vândala terminou de uma forma inesperadamente rápida e decisiva para os romanos e o próprio Justiniano se sentiu encorajado em sua crença de ter sido escolhido para restaurar o império à sua glória anterior, como é evidente no preâmbulo de sua lei sobre a organização administrativa das novas províncias:
| “ | Nossos antepassados não mereceram esta graça de Deus, pois não apenas não lhes foi permitido liberar a África, como viram a própria Roma capturada pelos vândalos, e todas as insígnias imperiais levadas de lá para a África. Agora, porém, Deus, em sua misericórdia, não apenas entregou a África e todas as suas províncias em Nossas mãos, como também as insígnias, que, tendo sido removidas na captura de Roma, Ele nos restaurou. | ” |
|   | — Código de Justiniano, Livro I, XXVII. |   |

## O restabelecimento do controle romano na África
Em abril de 534, o antigo sistema provincial romano juntamente com o aparato completo da administração romana foi restabelecido, sob um prefeito pretoriano. Nos anos seguintes, sob Salomão, que acumulava as funções de mestre dos soldados (magister militum) e prefeito pretoriano da África, o governo romano foi fortalecido na região, mas as lutas continuaram contra as tribos mouras (mauri) do interior. Salomão conseguiu alguns sucessos significativos contra ele, mas sua obra foi interrompida por um motim militar de grandes proporções em 536. Ele foi posteriormente sufocado por Germano, um primo de Justiniano, e Salomão retornou em 539. Ele caiu, porém, na Batalha de Cílio, em 544, contra as tribos mouras unidas e a África romana estava novamente em perigo. Não seria antes de 548 que a resistência moura e berbere seria quebrada pelo talentoso general João Troglita. A província entrou então numa era de relativa estabilidade e acabou sendo organizada como um exarcado distinto em 584. Eventualmente, sob Heráclio, a África iria salvar o próprio império, depondo o tirano Focas e repelindo os sassânidas e os ávaros (vide Cerco de Constantinopla de 626).